# Altenbekener Viadukt
Der Altenbekener Viadukt, auch Bekeviadukt oder Großer Viadukt Altenbeken genannt, ist ein Brückenbauwerk im nordrhein-westfälischen Kreis Paderborn. Der Viadukt überspannt mit 24 Bögen das Beketal westlich von Altenbeken auf der zweigleisigen Bahnstrecke Hamm–Warburg vor dem Eggegebirge. Die 482 m lange Gewölbebrücke ist Europas längste Kalksteinbrücke.
Das in den 1850er Jahren errichtete Bauwerk gehört zu den ältesten Zeugen der Geschichte der Eisenbahn in Deutschland. Als Wahrzeichen von Altenbeken ist es in stilisierter Form im Wappen der Gemeinde dargestellt.
Der Viadukt wurde im Zweiten Weltkrieg durch alliierte Luftangriffe im November 1944 zerstört und war erst im Herbst 1950 in der heutigen Form wieder aufgebaut.

Der Viadukt im Wappen der Gemeinde Altenbeken

## Geschichte

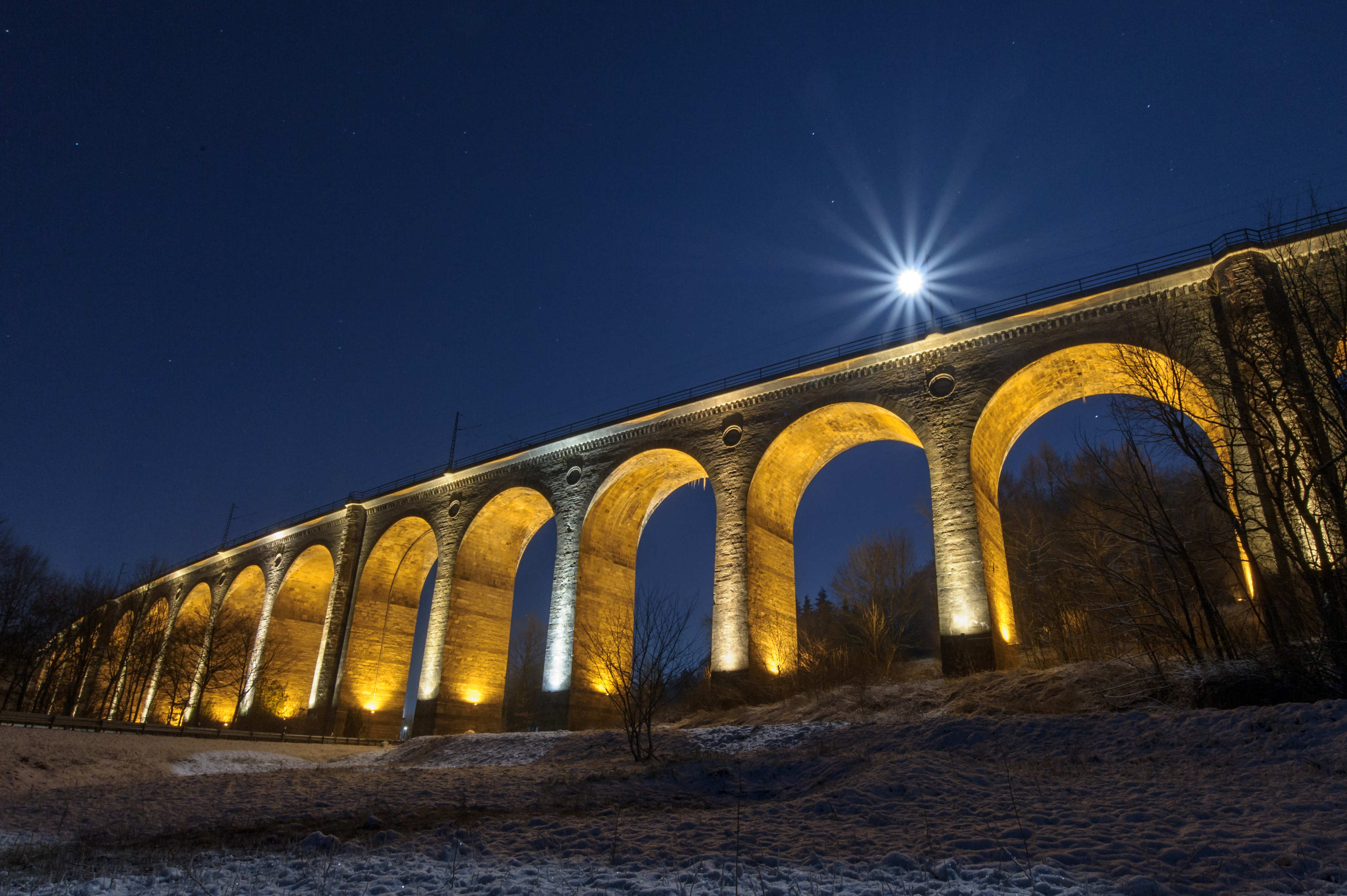
Der Viadukt mit Beleuchtung

Der bis zu 35 m hohe Viadukt wurde von der Königlich-Westfälischen Eisenbahn-Gesellschaft ab 1851 gebaut und am 21. Juli 1853 durch König Friedrich Wilhelm IV. eingeweiht. Von ihm stammt der Ausspruch: „Ich habe geglaubt, eine goldene Brücke vorzufinden, weil so schrecklich viele Thaler verbraucht worden sind.“
Viadukt, Bahnhof, Betriebswerk und der Rehbergtunnel durch das Eggegebirge waren die Ursprünge der Entwicklung des Dorfes Altenbeken zu einer Gemeinde, die ihre heutige Größe fast ausschließlich der Eisenbahn zu verdanken hat (siehe auch: Eisenbahnsiedlung).
Im Zweiten Weltkrieg war der Altenbekener Viadukt nach Einschätzung der Westalliierten neben dem Schildescher Viadukt bei Bielefeld auf der Bahnstrecke Hamm–Minden eine der beiden wichtigsten deutschen Eisenbahnbrücken. Sie erhofften sich von deren Zerstörung eine kriegsentscheidende Wirkung. Zur Verteidigung stationierte die Wehrmacht von September 1943 bis Januar 1944 die 2. Batterie der Flakabteilung 943 am Viadukt.
Ab Herbst 1944 wurden verstärkt Verkehrswege im westlichen Teil des Deutschen Reichs angegriffen, um so die lebenswichtige Energieversorgung durch Kohle zu unterbinden und damit das Rückgrat der deutschen Kriegswirtschaft brechen zu können. Neben dem Schildescher und dem Altenbekener Viadukt gehörte auch das Arnsberger Viadukt auf der Oberen Ruhrtalbahn zu den bevorzugten Zielen. Die Alliierten hofften, mit ihrer Zerstörung die beiden wichtigen Ost-West-Verbindungen von Berlin über Hamm ins Ruhrgebiet (über Magdeburg/Braunschweig/Hannover/Minden bzw. Halle/Kassel/Warburg) auf Dauer zu unterbrechen. Die Obere Ruhrtalbahn spielte dabei nur eine untergeordnete Rolle, diente aber als Ausweichroute bei Störungen der beiden von Hamm ausgehenden Hauptstrecken nach Minden bzw. Warburg. (Vgl. Schildescher Viadukt#Geschichte)
Bereits der erste Luftangriff am 26. November 1944 durch die United States Army Air Forces, der in die größte Luftschlacht des Zweiten Weltkrieges mündete, unterbrach die wichtige Bahnstrecke. Danach mussten Fahrgäste über eine provisorisch angelegte Treppe mit 120 Stufen  hinunter- und  wieder hinaufklettern, um mit einem anderen Zug weiterzufahren. Der Güterverkehr wurde über die Strecke Detmold-Herford-Bielefeld umgeleitet. Nach einer provisorischen Wiederherstellung im Februar 1945 erfolgte die erneute Zerstörung. Im Mai 1946 war mit einer behelfsmäßigen Verbindung das Bauwerk wieder mit 20 km/h befahrbar.

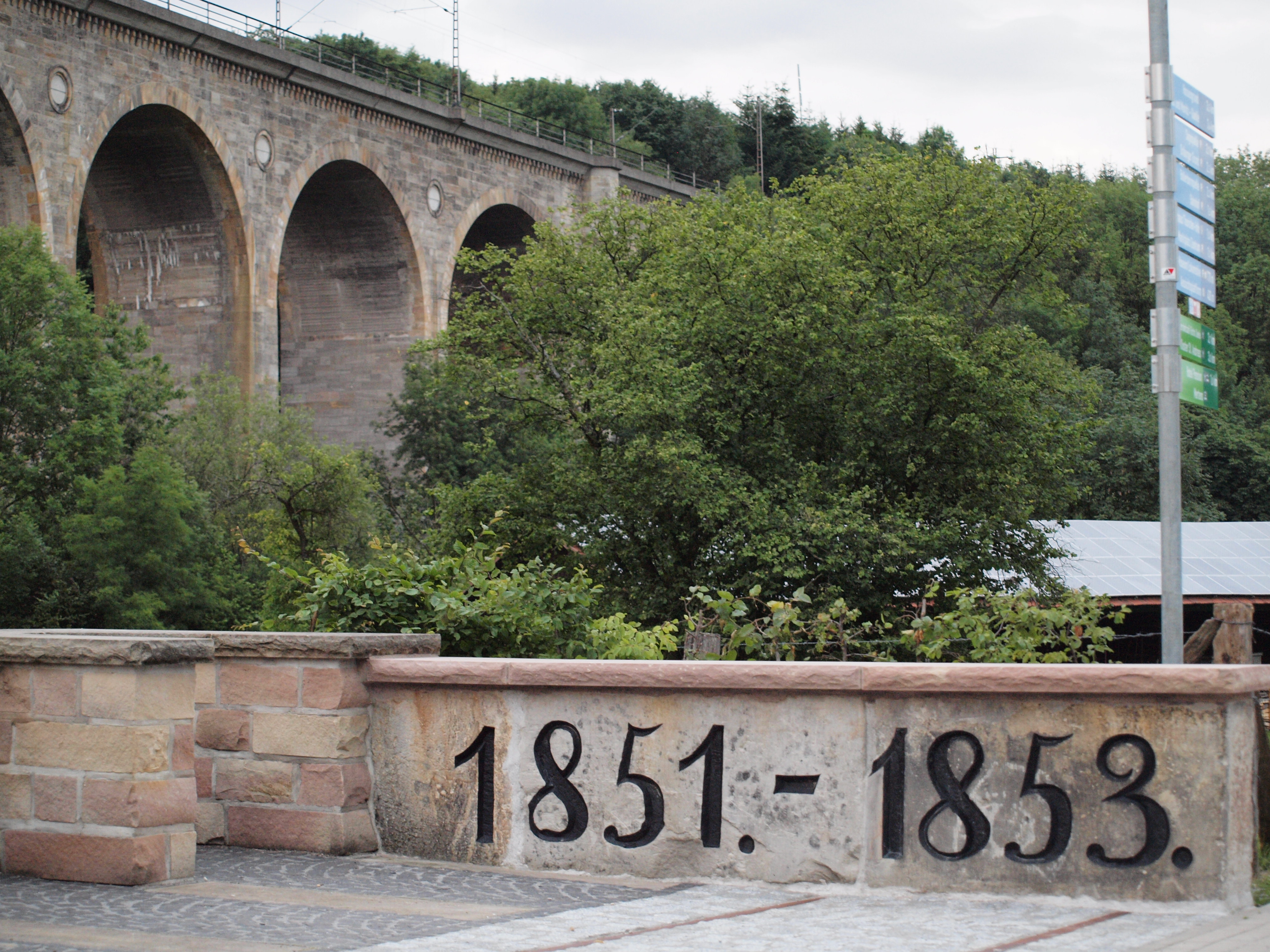
Schlusssteine des Altenbekener Viaduktes sind seit Juli 2009 in eine neue Aussichtsplattform unterhalb des Viadukts integriert.

Erst am 2. Oktober 1950 – fast sechs Jahre nach der ersten Zerstörung – konnte der Viadukt erneut in alter Form in Betrieb genommen werden. Der Wiederaufbau des Viadukts berücksichtigte die historische Form der Brücke, die sich damit nach wie vor in ihrer alten Form präsentiert. Allerdings konnten die Schlusssteine des Viadukts nicht wieder eingesetzt werden. Nachdem sie lange Zeit als Denkmal in der Adenauerstraße aufgestellt waren, wurden sie im Juli 2009 in die neu errichtete Aussichtsplattform direkt am Viadukt integriert.
Am 9. Juli 2019 wurde ein exaktes Modell des Viadukts im Maßstab 1 zu 87 am Tag nach dem Viaduktfest in Altenbeken präsentiert. Es misst 5,52 Meter und wiegt 25 Kilogramm. »Es ist die längste maßstäblich nachgebaute Modellbahnbrücke Deutschlands.«

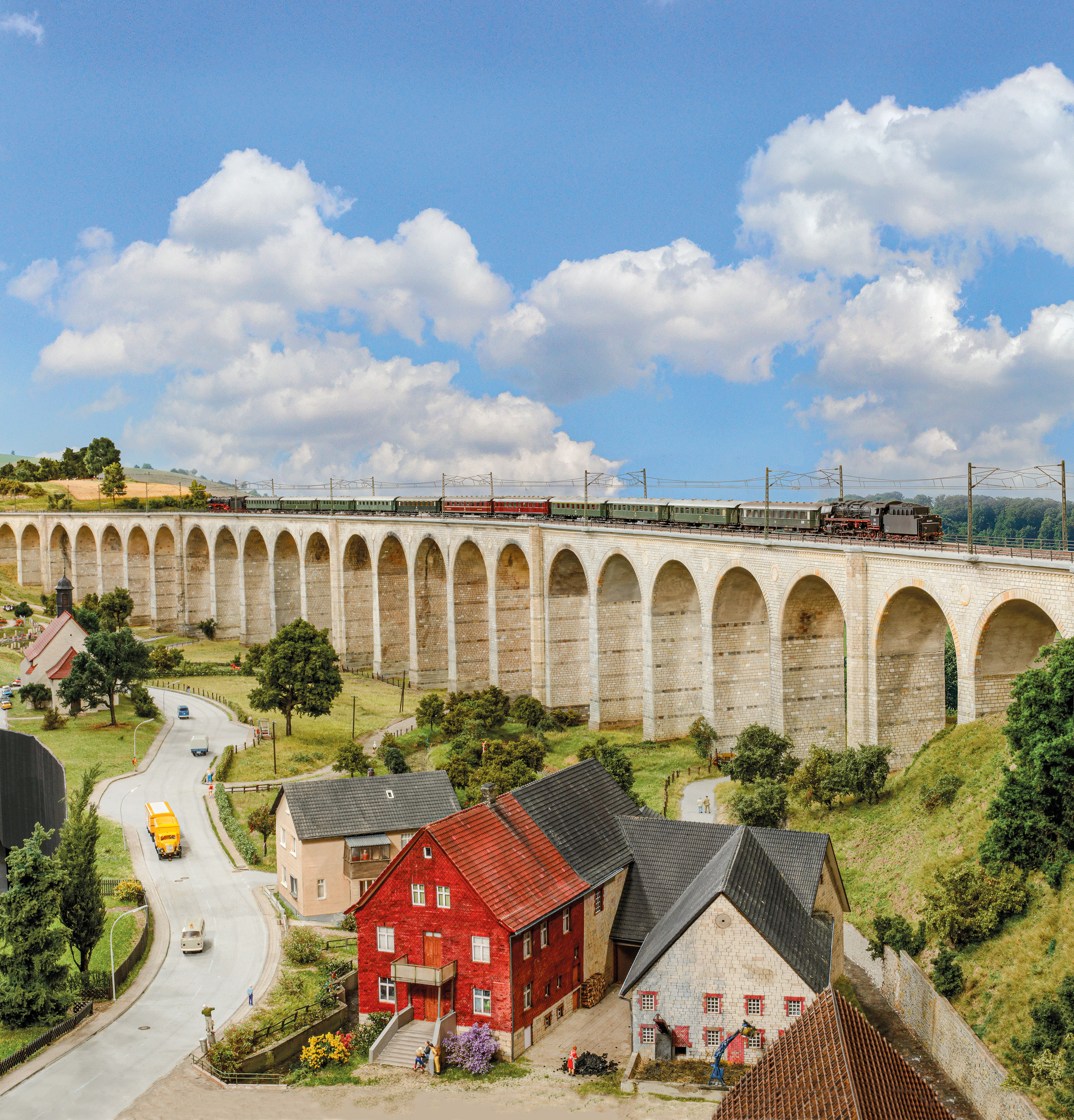
Nachbau des Beketalviaduktes im Zustand Sommer 1975

Mitte 2019 wurde anlässlich des Viaduktfestes „Vivat Viadukt“ die obere Aussichtsplattform umgebaut. Neu ist jetzt ein blaues Schild mit der Aufschrift Altenbeken. Außerdem ist jetzt ein besserer Blick auf den Viadukt möglich, da sämtliche Sträucher entfernt wurden.
20 der insgesamt 24 Bögen sind bei Dunkelheit beleuchtet und sorgen für eine besondere Atmosphäre.

## Viaduktfest

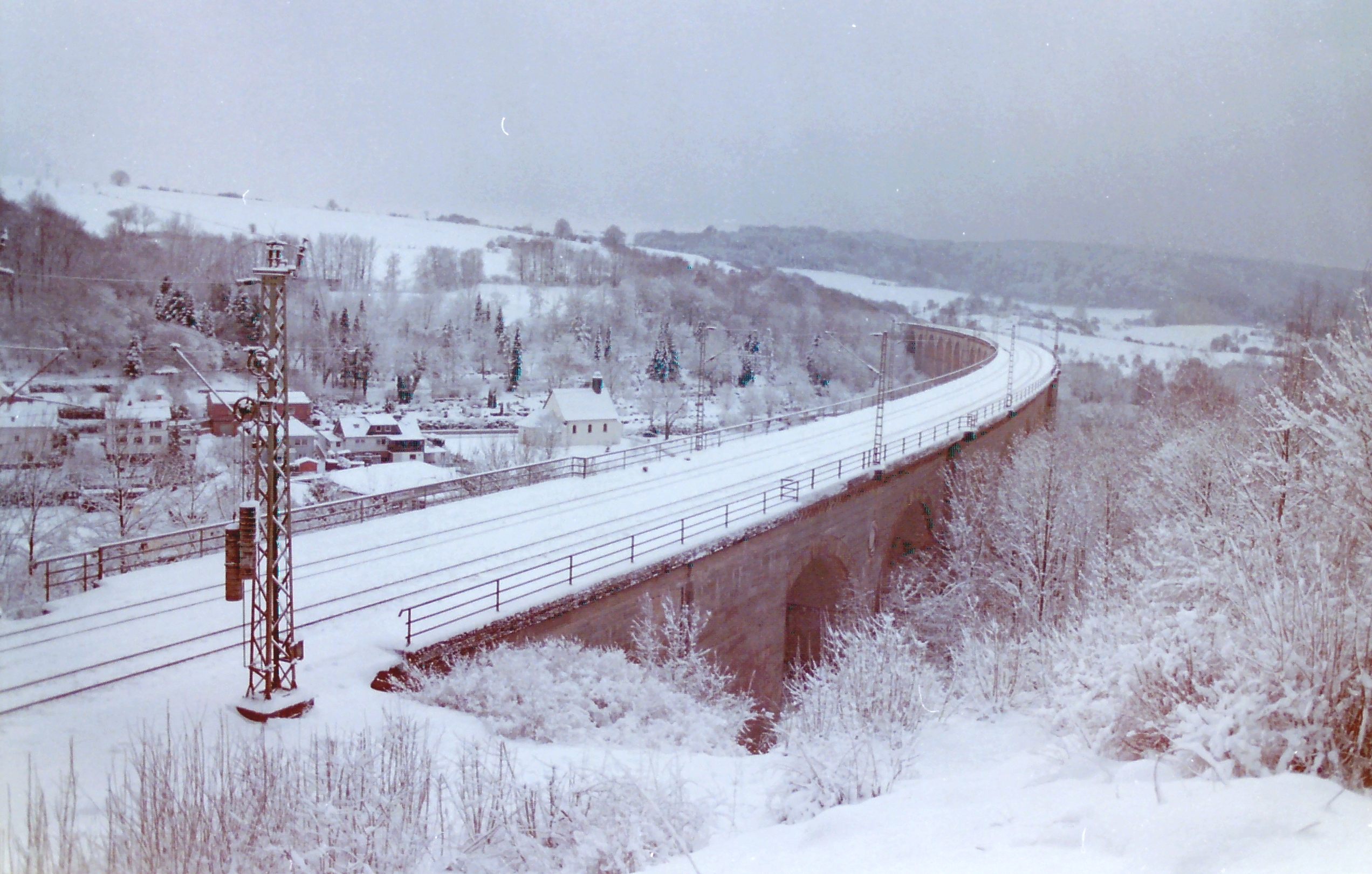
Altenbekener Viadukt im Winter

Unter dem Namen „Vivat Viadukt“ feierte Altenbeken vom 11. bis zum 21. Juli 2003 das 150-jährige Bestehen des Viaduktes. Über 40.000  Besucher kamen nach Altenbeken. Weil das Fest so erfolgreich war, beschloss man, es fortan als Stadt- und Bahnhofsfest alle zwei Jahre zu veranstalten (ab 2023 nur noch alle 3 Jahre). Zum Viaduktfest gehören auch ein Viaduktlauf durch den Ort und ein Plastikentenrennen auf der Beke. Prominente wie Urban Priol, Hennes Bender, Götz Alsmann, Ingo Oschmann oder Guildo Horn begleiteten die Veranstaltungen mit kulturellen Auftritten. Das Fest findet jeweils Anfang Juli ungerader Jahre statt und zeigt unter anderem Eisenbahnfahrzeuge, die aus ganz Deutschland nach Altenbeken kommen. Bei Vivat Viadukt 2013 konnten diese jedoch wegen der Renovierung des Rehbergtunnels nicht anreisen. So fand das Fest erstmals nicht am Bahnhof, sondern an der Eggelandhalle statt.

## Kleiner Viadukt

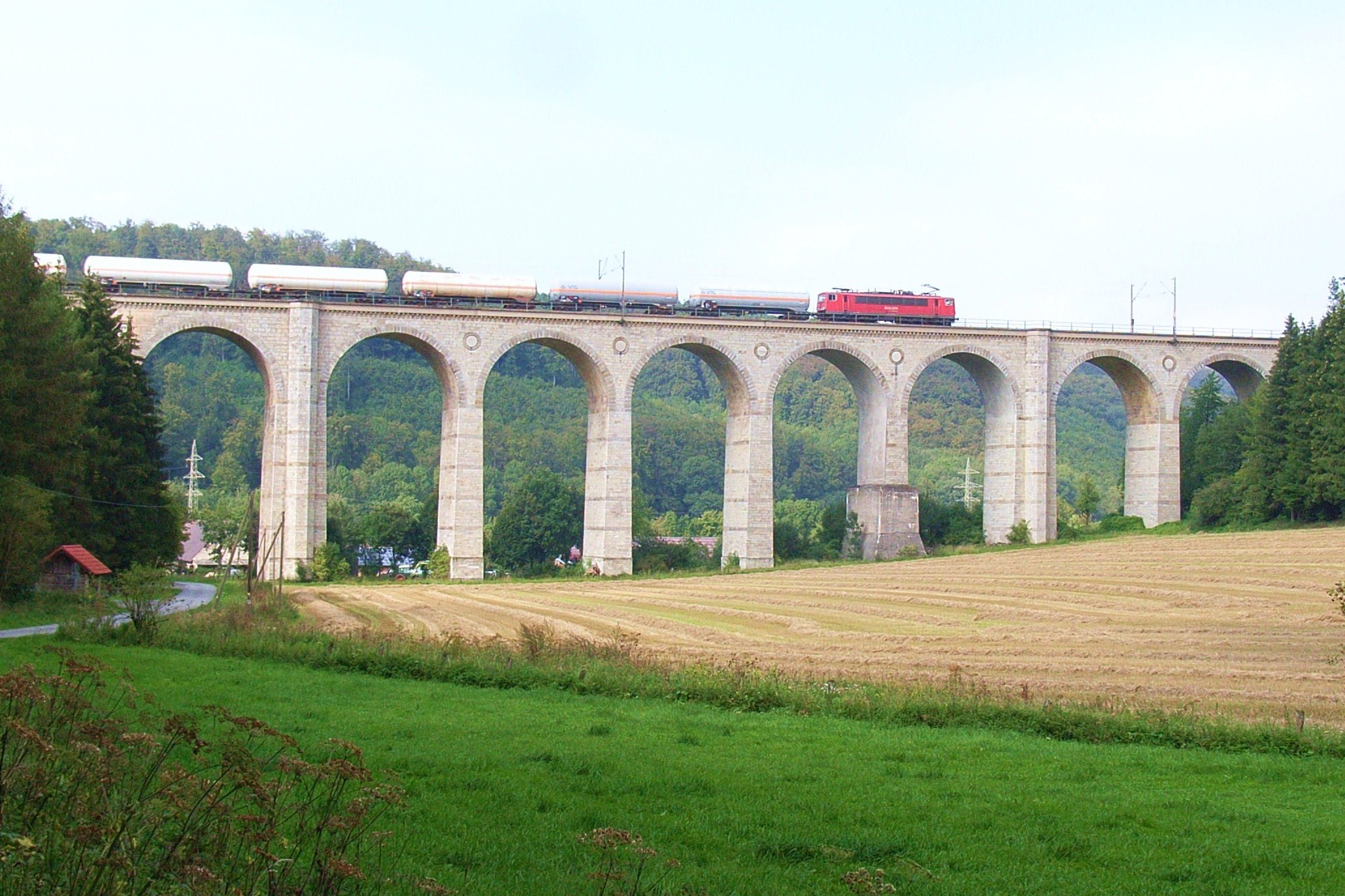
Bereits auf Neuenbekener Gebiet liegt der kleine Viadukt.

Etwa drei Kilometer südwestlich des großen Viaduktes befindet sich in Richtung Paderborn der Dune-Viadukt über dem Dunetal, allgemein „kleiner Viadukt“ genannt.
Ein akkurates Modell des Dunetalviaduktes zeigt die Modellbundesbahn im Maßstab 1 zu 87. Grundlage des 2,55 Meter langen Modells sind Originalpläne aus dem 19. Jahrhundert. So sind sämtliche Steine des 2,55 Meter langen Modells einzeln gezeichnet und gefräst bzw. 3D-gedruckt sowie die Steigung von 11 ‰ und die kriegsbedingten Schäden berücksichtigt worden. Das Modell ist wie das Original nicht gerade, sondern zeigt bei der Ein- und Ausfahrt auf die elfbogige Brücke entgegengesetzte kurze Kurven.